# Unbehaglichkeitsschwelle

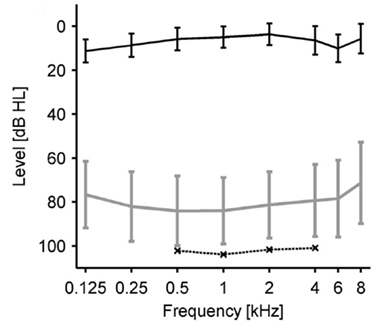
Unbehaglichkeitsschwellen-Audiogramm (US-Test): Gruppendaten von Patienten mit Hyperakusis, jedoch ohne Hörverlust. Obere Linie: durchschnittliche Hörschwellen. Untere lange Linie: US dieser Gruppe. Untere kurze Linie: US einer Vergleichsgruppe mit normalem Hören.

Die Unbehaglichkeitsschwelle oder auch Unbehaglichkeitsgrenze, abgekürzt US, UG (engl.: uncomfortable level, UCL, oder loudness discomfort level, LDL), ist ein Fachbegriff aus der Audiologie und bezeichnet denjenigen Schalldruck (meist als Bewerteter Schalldruckpegel angegeben) eines akustischen Signals, ab dem das Hören als unangenehm laut empfunden wird. Sie ist Teil der Messung eines vollständigen Tonaudiogramms.
Die Pegelwerte hängen jeweils vom individuellen Empfinden ab, sie liegen bei Normalhörenden meist um 90 bis 110 dB HL und sind dabei auch  abhängig von den Frequenzen. Die Pegelwerte liegen dabei etwa 20 dB unterhalb der Schmerzschwelle. Falls bei der Messung eines Tonaudiogramms auch die Unbehaglichkeitsschwelle gemessen wird, geschieht dies üblicherweise für weniger Frequenzen als für die Hörschwelle. Die Reproduzierbarkeit ist daher schlechter als bei der Ermittlung der Hörschwelle.
Zwischen Hörschwelle und Unbehaglichkeitsschwelle lässt sich ein Bereich der angenehmsten Lautheit (MCR, engl. most comfortable range, bzw. MCL, engl. most comfortable level) definieren.
Bei Vorliegen einer Hörstörung muss die Unbehaglichkeitsschwelle nicht im gleichen Ausmaß wie die Hörschwelle zu höheren Lautstärken verschoben sein. Es kann also gegenüber dem normalen Gehör ein eingeschränkter Dynamikbereich vorliegen. Dies ist der Fall bei Recruitment und Hyperakusis. Hier kann die Unbehaglichkeitsschwelle sogar niedriger liegen. Die audiometrische Bestimmung der Unbehaglichkeitsschwelle hat somit Bedeutung für die medizinische Diagnostik des Gehörs (insbesondere bei Verdacht auf Hydrops cochleae, Menière-Krankheit und Hyperakusis) und für die Hörgeräteanpassung.